# Elizbar Odykadze
Elizbar Odykadze (* 14. června 1989) je gruzínský zápasník–volnostylař.

## Sportovní kariéra
Je rodákem z gruzínského separatistického území Jižní Osetie z okresu Znauri (Kornisi). Zápasení se věnoval od 11 let v Tbilisi v tělocvičně Amirana Majisuradzeho, kde se specializoval na volný styl. Vrcholově se připravuje v policejním tréninkovém středisku Dynamo pod vedením Davita Churciji. V gruzínské mužské reprezentaci se prosazuje od roku 2013 ve váze do 97 kg po odchodu Giorgi Gogšelidzeho. V roce 2015 se pátým místem na mistrovství světa v Las Vegas kvalifikoval na olympijské hry v Riu v roce 2016. V Riu podlehl v semifinále Američanu Kylu Snyderovi 4:9 na technické body, když v druhé polovině zápasu neudržel slibný náskok 4:0. V boji o třetí místo nastoupil proti reprezentantu Rumunska Albertu Saritovi a hned v úvodní půl minutě se nechal strhnout na zem a prohrával 0:4 na technické body. Soupeř v průběhu dalších sekund, po jeho chybách navyšoval bod po bodu náskok a na konci šestiminutové hrací doby svítilo na ukazately skóre 0:10. Obsadil dělené 5. místo.

## Výsledky
| Olympijské hry     |     |   |   | — |     |    |    | 5. |    |    |    |  |  |  |  |  |  |  |  |  |  |
| Mistrovství světa  | —   | — | — |   | —   | 5. | 5. |    | 5. | 3. | 5. |  |  |  |  |  |  |  |  |  |  |
| Evropské hry       |     |   |   |   |     |    | 2. |    |    |    | 3. |  |  |  |  |  |  |  |  |  |  |
| Mistrovství Evropy | —   | — | — | — | úč. | —  | 2. | 3. | 3. | 3. | 3. |  |  |  |  |  |  |  |  |  |  |
| MS juniorů         | —   |   |   |   |     |    |    |    |    |    |    |  |  |  |  |  |  |  |  |  |  |
| ME juniorů         | úč. |   |   |   |     |    |    |    |    |    |    |  |  |  |  |  |  |  |  |  |  |